# Жабчево
Жабчево (бел. Жабчава) — деревня в Бучатинском сельсовете Копыльского района Минского района Белоруссии. По состоянию на 1 января 2018 года в деревне было 8 хозяйств, проживало 12 человек.

## Транспортная сеть
Расположена на расстоянии 32 км на юг от Копыля, 152 км от Минска, 25 км от жд ст. Тимковичи на линии Осиповичи-Барановичи. Транспортные связи по шоссе Узда-Копыль-Гулевичи и далее по автодороге Жилихово-Садовичи-Жабчево. 

## История
В конце 18 в. деревня в Слуцком уезде Минской губернии. В 1800 г. деревня Жабцы, 7 дворов, 46 жителей, ветряная мельница; собственность князя Д. Радзивилла. В середине 19 в. деревня в составе поместья Борки, корчма. В 1850-е построена часовня-усыпальница Узловских. В 1897 г. в Чаплицкой волости Слуцкого уезда, 24 дворов, 207 жителей. В нач. 20 в. 25 дворов, 199 жителей. В 1917 г. 33 двора, 213 жителей. В 1921 г. открыта школа 1-й ступени. В 1924 г. 38 дворов, 208 жителей. С 20 августа в Белевичском сельсовете Краснослободского района Слуцкого округа. В нач. 1930-х гг. организован колхоз «Ударник». С 20 февраля 1938 г. в Минской области. Во время Великой Отечественной войны с 27 июня 1941 г. до 1 июля 1944 г. деревня оккупирована немецко-фашистскими захватчиками. На фронте погибли 13, в партизанской борьбе — 6 жителей. 
```
    С 20 сентября 1944 г. д.Жабчево - Краснослободского района Бобруйской области, с 8 января 1954 г. в Минской области, в 1955 году д.Жабчево Краснослободского района Барановичской области.
С 16 июля 1954 г. - в Малышевичском сельсовете, с 8 августа 1959 году -  в 
Слуцком районе
, с 1 декабря 1959 году -  в Рачковском сельсовете. В 1960 г. - деревня в Жилиховском сельсовете Копыльского района, с 5 мая 1962 в Бучатинском сельсовете. 
```

В 1960 г. деревня, 196 жителей. 
В 1997 г. 29 хозяйства, 58 жителей. 
Вблизи деревни существовало поместье Борки с фольварком Лопатичи — родина белорусского писателя Кузьмы Чорного. Фольварк Лопатичи носит такое название, так как здесь находилось старинное захоронение (от слова «лопата», «лопатить» значит «копать»), так в старину называли кладбище (или погост). 
В 2007 г. 25 хозяйств, 42 жителя, в составе СВК «Тимирязевский».